# Maast-et-Violaine
Maast-et-Violaine település Franciaországban, Aisne megyében. Lakosainak száma 133 fő (2022. január 1.). Maast-et-Violaine Arcy-Sainte-Restitue, Cuiry-Housse, Lesges, Muret-et-Crouttes, Nampteuil-sous-Muret és Serches községekkel határos.

## Népesség
A település népességének változása:
| Lakosok száma | 194  | 159  | 157  | 159  | 155  | 152  | 147  | 147  | 148  | 133  |
|               | 1968 | 1982 | 1990 | 2006 | 2011 | 2016 | 2017 | 2019 | 2020 | 2022 |